# 橘けんかだんじり祭り
橘けんかだんじり祭り（たちばなけんかだんじりまつり）は、徳島県阿南市橘町 (阿南市)で行われる豪快で勇壮な祭り。けんかだんじり祭りや、単に喧嘩祭りとも呼ばれる。重さ約4トンのだんじりが町内の若者たちによって曳かれ、猛烈な勢いでぶつけ合う。橘海正八幡神社秋季例祭に行われる行事のうちのひとつ。

## 概要
阿南市橘町、国道55号の北側にある旧道周辺で毎年10月1～3日に行われる祭りである。その歴史は古く、1269年（文永6年），現・橘町大浦（旧・橘浦村江ノ浦）に再興されたと伝わる橘海正八幡神社の秋季例祭を起源とし、橘海正八幡神社の宮司を務める織原家に伝わる古文書から，遅くとも江戸時代末期には現在に近い形での祭礼が始まっていたことが確認できる。秋季例祭の行事のひとつである橘けんかだんじり祭りは、神社本殿から北東約550ｍに位置する御旅所（おたびしょ）を拠点に橘町の古い町並みで行われる。例祭中は様々な神事・行事が繰り広げられ、深夜まで繰り広げられる勇壮なだんじりの鉢合わせ（ぶつけ合い）、だんじり巡行に加え、門付け、たたら音頭、船歌、宿振り、巫女舞、獅子舞、神輿の地域内御神幸など総合性を有して伝承されている。このような特色を有していることから、2016年（平成28年）6月6日に阿南市で県指定として初めての無形民俗文化財として指定された。

## だんじり

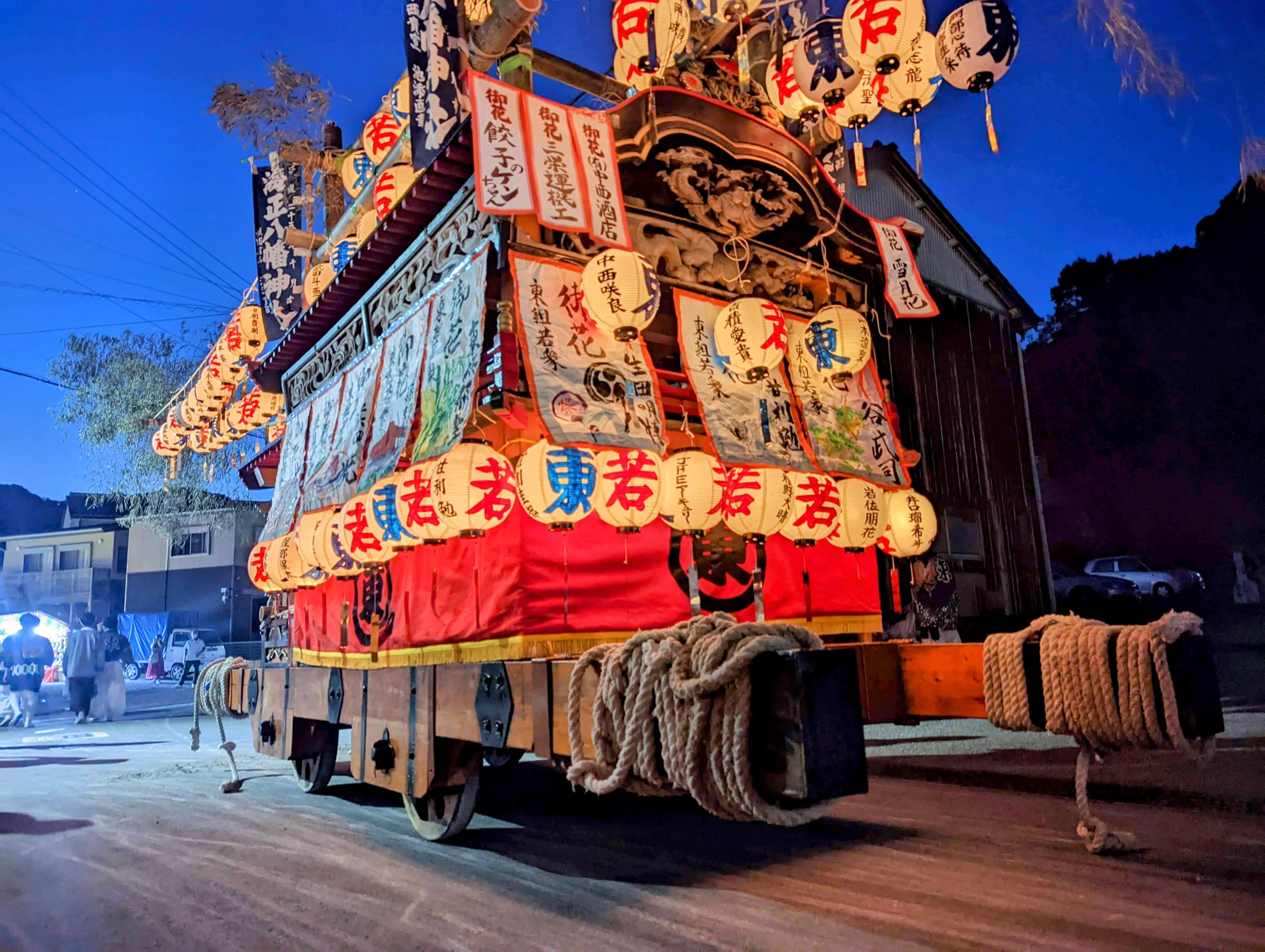

橘町は天然の良港を携える古くからの漁師町であることから、祭りに用いられるだんじりは船に見立てられて作られており、漆塗りの屋根や欄干、見事な彫り物や美しい細工が施されたものである。屋根には「やんだし」と呼ばれる船の舳先をモチーフとする竹の組物があしらわれ、地元町民の名前と地区名が書かれた多くの提灯が飾られている。また、だんじり下部には舵と呼ばれる操舵部兼衝突部を左右前後に持ち、その先端はだんじり同士の激突に備え金属で覆われている。移動時は、舵の根元に付けられた直径約40mmの麻ロープを20名程度の曳き手が曳くことで移動し、操舵の際には一般的なだんじりとは異なり、コマ（車輪）に操舵輪をもたないことから、舵の側に常に控えた4～6名の舵取りが息を合わせて舵を押し引きすることで行う。

## 地域区分（組）
東（ひがし）、中（なか）、先（さき）、西（にし）の4つの地域区分でだんじりを有し、組を形成する。戦前は、東（ひがし）、城戸（じょうど）、仲（なか）、先（さき）、山（やま）、西（にし）、鵠（くぐい）の7つの地域区分に分かれており、城戸地区は東地区に属していたが女だんじりを所有していた。現在では、城戸だんじりは女子供による巡行に用いられている。

## けんか祭り
午後7時頃からだんじり同士をぶつけ合うけんか祭りが始まる。町の旧道の東西端からだんじりをぶつけ合いながら、午後9時頃を目安に町中心部へ4台のだんじりが集結する。町中心部の道路は通称メインと呼ばれる約200mの直線から成り、最も速度が出た状態でだんじりが三つ巴ならぬ、四つ巴状態で前後を激しくぶつけ合う。曳き手においては、しばしばだんじり同士に挟まれたり、狭い道路で逃げ場が失われることでだんじりに轢かれたりと、重傷者が出ることがある。ぶつけ合いに併せて、押し合いと呼ばれるだんじり同士が接触した状態でだんじりを押し合う勝負も行われる。また、喧嘩祭りとの別名を冠するように、漁師町ならではの気性の荒い特色をもった祭りであることから、祭りの参加者同士で激しい喧嘩が起こることもある。

## 引き回し（宮入り）
午後10時以降、ぶつけ合いを終えただんじりは、引き回しを行うために神社の御旅所へ向かう。引き回しは、先、西、中、東の順で行い、御旅所に設けられた2本の石柱間にだんじりを宮入りさせるために、車輪を滑らせ150°以上の方向転換をしながら突っ込んでいく。また、毎年のように曲がり切れないだんじりが電柱や民家の塀に激突する。引き回しは奇数回で成功させる必要がある（ただし、8回は末広がりで縁起がいいとされ、例外的に認められる）ため、時には7回、9回と繰り返され、1つの地区だけで引き回しを終えるまでに数時間かかることもある。そのため、最後の東地区のだんじりが引き回しを終えるのが、午前2時を過ぎることもしばしばある。